# Toruńskie Zakłady Materiałów Opatrunkowych
Toruńskie Zakłady Materiałów Opatrunkowych (Toruńskie Zakłady Materiałów Opatrunkowych SA, TZMO SA) – przedsiębiorstwo zajmujące się produkcją materiałów opatrunkowych i środków higienicznych dla szpitali i klientów indywidualnych, z siedzibą w Toruniu. Prezesem przedsiębiorstwa jest Jarosław Józefowicz.

## Historia
Przedsiębiorstwo powstało w 1951 roku, powołane przez Ministerstwo Obrony Narodowej (MON). Zadanie zakładu było dostarczanie opatrunków na potrzeby wojska, oraz Centralnego Urzędu Zaopatrzenia Górnictwa. Ponieważ wyroby zakładu były wysokiej jakości, zdecydowano o zachowaniu zakładu. W latach 60. XX wieku opatrunki z Torunia zaczęto eksportować do państw europejskich, afrykańskich i Wietnamu.
W roku 1991 zakład został sprywatyzowany i przekształcony w spółkę akcyjną TZMO SA, a udziały objęli jego pracownicy i przedstawiciele środowisk akademickiego oraz medycznego.
W 1996 roku firma utworzyła na Węgrzech pierwszą zagraniczną spółkę w Grupie TZMO SA, Bella Hungaria Kft. W 1997 roku TZMO SA została pierwszą polską firmą w branży medycznej, która uzyskała zgodę na korzystanie ze oznaczenia CE. W 1999 roku w Niemczech rozpoczęła działalność spółka TZMO Deutschland GmbH. W 2003 roku przedsiębiorstwo rozpoczęło produkcję wyrobów higienicznych w zakładach w Ukrainie i Rosji. Rok później zakład uruchomił produkcję laminatu oddychającego.
W 2005 roku TZMO SA uruchomiło fabrykę w stanie Tamilnadu w Indiach. W późniejszych latach w Indiach TZMO SA uruchomiło centrum logistyczne o powierzchni 6 tys. m². We wrześniu 2016 roku w Bengaluru TZMO SA otworzyło nową siedzibę spółki handlowej Bella India.
W 2008 roku w Pomorskiej Specjalnej Strefie Ekonomicznej w Kowalewie Pomorskim TZMO SA uruchomiło trzy nowe zakłady produkcyjne. W 2012 roku TZMO SA rozpoczęło sprzedaż swoich wyrobów do Stanów Zjednoczonych.
W 2016 roku TZMO SA wypracowało 324 mln zł zysku netto.
W 2018 roku w Toruniu oddano do użytku nową siedzibę TZMO SA. 27 listopada 2019 roku TZMO SA otworzyły Europejskie Centrum Opieki Długoterminowej Sidabra w Kownie na Litwie.
Po inwazji Rosji na Ukrainę TZMO SA było krytykowane za kontynuowanie działalności w Rosji. W marcu i kwietniu 2022 roku toruńscy społecznicy protestowali przed siedzibą przedsiębiorstwa, domagając się, by TZMO SA zakończyło lub zawiesiło swoją działalność w Rosji. Zdaniem prezesa Jarosława Józefowicza, odejście od rynku rosyjskiego sprawiłoby, że fabryka wraz z nowymi technologiami i tak pracowałaby, ale już na bezpośrednie potrzeby władz rosyjskich. Krótko po wybuchu wojny TZMO SA zawiesiła działalność produkcyjną na Ukrainie oraz zapewniła ukraińskim pracownikom pomoc. Ponadto firma za pośrednictwem Polskiego Czerwonego Krzyża przekazała milion złotych darowizny na pomoc humanitarną dla obywateli Ukrainy oraz przekazała w ramach darowizny rzeczowej swoje produkty.

## Produkty
Jednym z ważniejszych produktów TZMO SA są podpaski marki Bella, produkowane od 1956 roku (do 1983 roku pod nazwą Donna). Ponadto przedsiębiorstwo produkuje: wyroby medyczne pod marką Matopat, pieluszki i kosmetyki do pielęgnacji niemowląt i dzieci Happy, kosmetyki dla kobiet i mężczyzn Eva Natura i Kanion, produkty dla osób z problemami nietrzymania moczu Seni.

## Szpital Specjalistyczny Matopat
W 2001 roku TZMO SA wybudowało Szpital Specjalistyczny Matopat. Był to pierwszy niepubliczny szpital działający w Toruniu. Szpital obok usług medycznych pełni funkcję ośrodka badawczo-rozwojowego i centrum szkoleniowego. W 2007 roku w szpitalu otwarto przychodnię specjalistyczną.

## Nagrody i wyróżnienia
- 2011 – Medal „Za zasługi dla Miasta Torunia” na wstędze[7]